# Sitno (Olsztynek)
Sitno (deutsch Seythen) ist ein Dorf in der polnischen Woiwodschaft Ermland-Masuren. Es gehört zur Gmina Olsztynek (Stadt- und Landgemeinde Hohenstein i. Ostpr.) im Powiat Olsztyński (Kreis Allenstein).

## Geographische Lage
Sitno liegt an der Südspitze des Thymau-Sees (polnisch Jezioro Tymawskie) im südlichen Westen der Woiwodschaft Ermland-Masuren, 32 Kilometer südöstlich der früheren Kreisstadt Osterode in Ostpreußen (polnisch Ostróda) bzw. 35 Kilometer südwestlich der heutigen Kreismetropole und Woiwodschaftshauptstadt Olsztyn (deutsch Allenstein).

## Geschichte

### Ortsgeschichte
Das kleine Dorf Seithen (erst nach 1785 Seythen genannt) wurde 1328 gegründet und bestand aus einem Gut und ein paar Gehöften. Im Jahre 1874 wurde das Dorf in den neu errichteten Amtsbezirk Wittmannsdorf (polnisch Witramowo) im Kreis Osterode in Ostpreußen eingegliedert. Am 8. Dezember 1892 wurde Seythen selber Sitz eines Amtsbezirks, als sechs Orte (Landgemeinden und Gutsbezirke) aus dem Amtsbezirk Wittmannsdorf ausgegliedert und in den neu geschaffenen Amtsbezirk Seythen umgegliedert wurden. Dieser Amtsbezirk bestand bis 1945 im Regierungsbezirk Königsberg (1905 bis 1945 Regierungsbezirk Allenstein) in der preußischen Provinz Ostpreußen.
Im Jahre 1910 zählte Seythen 124 Einwohner, von denen 29 zur Landgemeinde und 195 zum Gutsbezirk gehörten. Etwa zeitgleich wurde der 1913 nobilitierte, nachfolgend königlich preußische Generalleutnant, Theodor von Wernitz (1848–1922) Gutsherr in Seythen. Sein Hauptgut war im benachbarten Thymau, wo er ein Familienfideikommiss bildete. 
Aufgrund der Bestimmungen des Versailler Vertrags stimmte die Bevölkerung in den Volksabstimmungen in Ost- und Westpreußen am 11. Juli 1920 über die weitere staatliche Zugehörigkeit zu Ostpreußen (und damit zu Deutschland) oder den Anschluss an Polen ab. In Seythen stimmten 120 Einwohner für den Verbleib bei Ostpreußen, auf Polen entfielen keine Stimmen.
Der Gutsbezirk und die Landgemeinde schlossen sich am 30. September 1928 zur neuen Landgemeinde Seythen zusammen. An den fiskalischen, kirchlichen und privat-rechtlichen Besitzungen änderte sich dadurch nichts, lediglich waren die Gutsbeszirke juristisch keine eigenständigen Ortschaften mit vormals sogar eigener Gerichtsbarkeit mehr. Das Rittergut beinhaltete vor 1932 eine Gesamtgröße von 780 ha, davon 225 ha. Eigentümer war der Major Alexander von Wernitz (1874–1938). Er war zugleich Amts- und Gemeindevorsteher.
Die Einwohnerzahl der so veränderten Landgemeinde Seythen belief sich 1933 auf 243 und 1939 auf 182.
In Kriegsfolge kam Seythen 1945 mit dem gesamten südlichen Ostpreußen zu Polen. Seythen erhielt die polnische Namensform „Sitno“ und ist heute mit dem Sitz eines Schulzenamts (polnisch Sołectwo) eine Ortschaft im Verbund der Stadt- und Landgemeinde Olsztynek (Hohenstein i.Ostor.) im Powiat Olsztyński (Kreis Allenstein), bis 1998 der Woiwodschaft Olsztyn, seither der Woiwodschaft Ermland-Masuren mit Amtssitz in Olsztyn (Allenstein) zugehörig.

### Amtsbezirk Seythen (1892–1945)
Zum Amtsbezirk Seythen gehörten bei seiner Bildung sechs Landgemeinden (LG) bzw. Gutsbezirke (GB):
| Deutscher Name                                                                  | Polnischer Name        | Anmerkungen                                       |
| ------------------------------------------------------------------------------- | ---------------------- | ------------------------------------------------- |
| Ganshorn b. Hohenstein                                                          | Gąsiorowo Olsztyneckie |                                                   |
| Januschkau 1938–45 Osterschau (LG)                                              | Januszkowo             |                                                   |
| Januschkau (GB)                                                                 |                        | 1928 in die Landgemeinde Januschkau eingegliedert |
| Seythen (LG)                                                                    | Sitno                  |                                                   |
| Seythen (GB)                                                                    |                        | 1928 in die Landgemeinde Seythen eingegliedert    |
| Thurowken 1938–45 Turauken (LG)                                                 | Turówko                |                                                   |
| Thurowken (GB)                                                                  |                        | 1928 in die Landgemeinde Thurowken eingegliedert  |
| 1908 wurden aus dem Amtsbezirk Seewalde in den Amtsbezirk Seythen umgegliedert: |                        |                                                   |
| Groß Lauben                                                                     | Lubian                 |                                                   |
| Thymau (LG)                                                                     | Tymawa                 |                                                   |
| Thymau (GB)                                                                     |                        | 1928 in die Landgemeinde Thymau eingegliedert     |

1945 gehörten zum Amtsbezirk Seythen die Gemeinden Groß Lauben, Osterschau, Seythen, Thymau und Turauken.

## Kirche
Bis 1945 war Seythen in die evangelische Kirche Waplitz (polnisch Waplewo) in der Kirchenprovinz Ostpreußen der Kirche der Altpreußischen Union, außerdem in die römisch-katholische Kirche Thurau (polnisch Turowo) im Bistum Ermland eingepfarrt.
Heute gehört Sitno evangelischerseits zur Kirche Olsztynek (Hohenstein i. Ostpr.), einer Filialgemeinde der Christus-Erlöser-Kirche Olsztyn (Allenstein) in der Diözese Masuren der Evangelisch-Augsburgischen Kirche in Polen. Katholischerseits ist Sitno der St.-Stanislaus-Kirche Waplewo (Waplitz) im Dekanat Olsztynek des Erzbistums Ermland zugeordnet.

## Verkehr
Sitno liegt an einer Nebenstraße, die bei Rączki (Rontzken, 1938 bis 1945 Hornheim) von der Schnellstraße 7 abzweigt und bis nach Mileno (Mühlen) an der Woiwodschaftsstraße 537 verläuft. Eine Bahnanbindung besteht nicht.